# Nico Bouvy

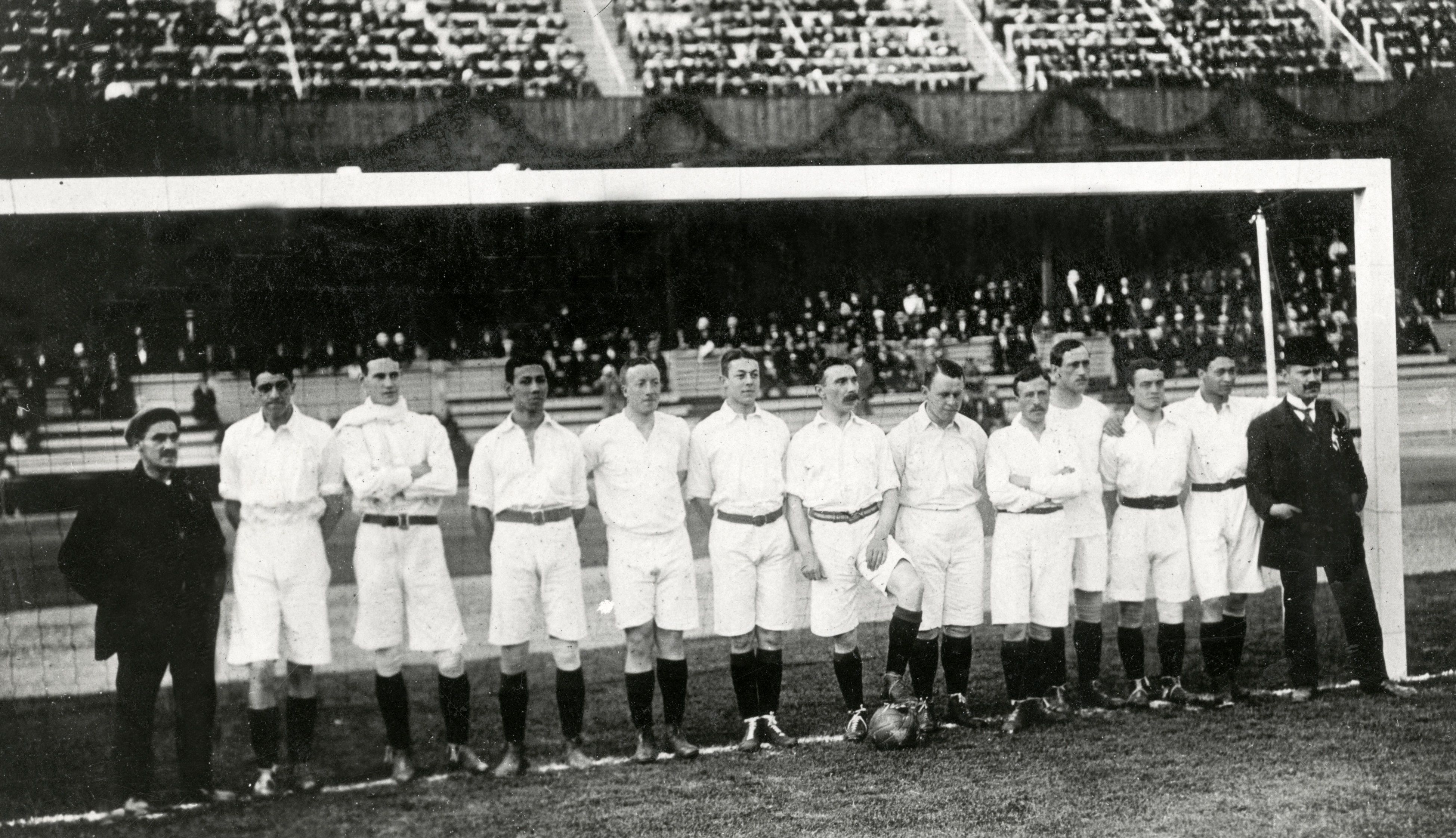
Bouvy (2. v. l.) bei den Olympischen Spielen 1912

Nicolaas Jan Jerôme „Nico“ Bouvy (* 11. Juli 1892 in Banda Neira, Maluku; † 14. Juni 1957 in Den Haag, Südholland) war ein niederländischer Fußballspieler. Auf Vereinsebene spielte der Stürmer für den Dordrechtsche Football Club aus dem der heutige FC Dordrecht hervorging. Mit den Niederlanden gewann er die Bronzemedaille bei den Olympischen Spielen von 1912.
Bei seinem Debüt in der niederländischen Fußballnationalmannschaft, unterlag er mit dieser am 16. März 1912 im Stadion an der Alaby Road von Kingston upon Hull in Yorkshire vor 12.000 Zusehern mit 0:4 gegen die Gastgeber. Es ist anzumerken, dass die Engländer in jener Ära nur mit ihrer Amateurnationalmannschaft gegen Mannschaften vom Kontinent antraten. Trainer der sogenannten Elftal war in jener Zeit der Engländer Edgar Chadwick, als Spieler 1891 Meister mit dem Everton FC. Im Juni und Juli nahm Nico Bouvy mit der Nationalmannschaft an den Olympischen Spielen in Stockholm teil. Im ersten Spiel erzielte er beim 4:3-Sieg gegen die Gastgeber im Stockholmer Olympiastadion seine ersten beiden Länderspieltore. Im nächsten Spiel trug er mit einem weiteren Treffer zum 3:1-Erfolg über Österreich bei. Im Halbfinale unterlagen die Niederlande mit 1:4 gegen Dänemark, gewannen aber danach das Spiel um die Bronzemedaille gegen Finnland im Råsundastadion klar mit 9:0.
Gegen Ende des Jahres kam er in einem in seinem achten Spiel für die Elftal, einem Freundschaftsspiel gegen Deutschland, vor 20.000 Zusehern in Leipzig zu einem 3:2-Erfolg. 1913 kam er zu drei weiteren Einsätzen, alle in freundschaftlichen Begegnungen. Zunächst bei einem 3:3 in Belgien. Im April bestritt er in Zwolle sein einziges Länderspiel auf heimischen Boden. In dem Spiel gegen Belgien konnte er zwar per Elfmeter auf 1:2 verkürzen, aber am Ende gewannen die Gäste mit 4:2. Sein letztes Spiel für die Niederlande bestritt er dort, wo er seine Nationalmannschaftskarriere begonnen hatte. Im Stadion an der Anlaby Road konnte der Kapitän und Starstürmer der Gastgeber Vivian Woodward erst neun Minuten vor Schluss der Partie den 2:1-Sieg der Engländer sichern. In damit insgesamt neun Spielen für die Niederlande erzielte er vier Treffer.
In der Herbstserie 1913/14 war Nico Bouvy als Spielertrainer bei Altona 93 tätig und in der Tat lief er als Altonaer zu jenem letzten Länderspiel auf. Zwei Wochen danach erzielte er an der Seite von Adolf Jäger noch selbst zwei Tore für 93 zum 5:1 bei Eintracht Hannover. Etliche Jahre später, im Mai 1924, spielte er mit einer Sondergenehmigung des DFB einmalig für Victoria Hamburg gegen Cardiff City. Seine älteren Brüder Jacques und Dolf hatten ebenfalls bei den „Zitronen“ in Hamburg gespielt, Jacques auch beim Karlsruher FV.